# Bella Union (label)
Pour les articles homonymes, voir Bella Union.
Bella Union est un label discographique indépendant britannique de rock, basé à Brighton, en Angleterre. Il est fondé en 1997 par Simon Raymonde et Robin Guthrie, deux anciens membres du groupe écossais Cocteau Twins, dissous la même année.

## Histoire
Après avoir publié des disques avec 4AD pendant une grande partie de leur carrière, Cocteau Twins a décidé de créer le label Bella Union en 1997, à travers lequel ils pourraient sortir leur propre travail ainsi que tout effort de collaboration. Le groupe a une relation difficile avec le fondateur de 4AD Ivo Watts-Russell et a également regretté d'avoir signé avec Mercury Records d'Universal Music Group.
Le groupe se sépare peu de temps après, mais au lieu de laisser le label nouvellement formé couler, Robin Guthrie, Simon Raymonde et leur ancien manager Fiona Glyn-Jones décident de le prendre en charge. L'un des premiers groupes à signer est le trio australien Dirty Three, qui continue à sortir des albums sous Bella Union. Parmi les autres premiers groupes signés figurent Françoiz Breut et The Czars, qui ont été le premier groupe américain à signer sur le label.
Bella Union se fait connaître en publiant de nombreux artistes pop rock comme Fleet Foxes, leur plus grand succès (édité aux États-Unis par Sub Pop mais distribué en Europe par Bella Union), Beach House, Explosions in the Sky, The Dears, Howling Bells, Midlake, etc. En France, sa distribution est assurée par Cooperative Music.
En 2000, lorsque Guthrie déménage en France pour se concentrer sur sa propre musique, Raymonde a pris les rênes de Bella Union. En 2007, les célébrations du 10e anniversaire voient Bella Union organiser un showcase de deux nuits au Royal Festival Hall de Londres, mettant en vedette leurs artistes tels que Beach House et Midlake, ainsi que des apparitions en tant qu'invités de Paul Weller et des membres de Editors. Cette année-là, le premier album de Fionn Regan est nommé pour le Mercury Prize.
Le label connait des difficultés financières en 2007 et Raymonde envisage de le fermer. Alors qu'il se trouve à Oslo, Raymonde reçoit un lien vers la page Myspace de Fleet Foxes qui, à l'époque, n'avaient sorti qu'une version démo de White Winter Hymnal. Il exprime immédiatement son intérêt et a dû se battre contre Sub Pop pour obtenir un contrat de distribution européen avec le groupe, qui est finalement accepté. En 2008, le premier album éponyme de Fleet Foxes est devenu le premier album de Bella Union certifié disque de platine au Royaume-Uni.
Il est sélectionné Independent Record Company of the Year par le magazine Music Week en 2010.
En 2014, le chanteur John Grant est nommé pour un Brit Award. En 2015, Raymonde signe la chanteuse Holly Macve, originaire du Yorkshire, qui sort le single Corner of my Mind,. En 2016, l'artiste Father John Misty est également nommé pour un Brit Award. En 2016, à la suite de son spectacle à guichets fermés au Royal Albert Hall, l'artiste John Grant reçoit un disque d'argent pour l'album Pale Green Ghosts.

## Groupes et artistes
- Aerial
- Abe Vigoda
- Al Brooker
- Alessi's Ark
- Andrew Bird
- Art of Fighting
- The Autumns
- Beach House
- Bikini Atoll
- Bonnevill
- Cashier No.9
- Chimes and Bells[10]
- Concrete Knives
- The Czars
- The Dears
- Decoder Ring
- Department of Eagles
- Departure Lounge
- Devics
- Dirty Three
- Dustin O'Halloran
- Explosions in the Sky
- Faraway Places
- Fionn Regan
- Fleet Foxes
- Françoiz Breut
- Garlic
- Gwei-Lo
- Hannah Cohen
- Howling Bells
- I Break Horses
- The Kissaway Trail
- Jack Dangers
- Jetscreamer
- John Grant
- Jonathan Wilson
- Josh Martinez
- Josh T. Pearson
- J. Tillman
- Kid Loco
- Lanterns on the Lake
- Laura Veirs
- Lawrence Arabia
- Lift to Experience
- Lisa Dewey
- Lone Wolf
- The Low Anthem
- Mandarin
- Mazarin
- Midlake
- Mountain Man
- M. Ward
- My Latest Novel
- Nanaco
- Ohbijou
- Our Broken Garden
- Peter Broderick
- Peter von Poehl
- Phil Selway
- Piroshka
- Poor Moon[11]
- Robert Gomez
- Rothko
- Russell Mills/Undark
- Simon Raymonde
- Sing-Sing
- Sleeping States
- Sneakster
- Snowbird
- Stephanie Dosen
- Van Dyke Parks
- The Venue
- Treefight for Sunlight
- Veronica Falls
- Vetiver
- The Walkmen
- Thousands
- Zun Zun Egui